# 西沙 (香港)
西沙（英語：Sai Sha），是香港一個興建中大型屋苑及遊樂場，當中B地盤住宅項目名為「西沙灣發展項目」（英語：Sai Sha Residences）。此項目由新鴻基地產籌劃及興建，位於大埔區西貢北十四鄉，靠近西沙路途經該區的路段，名稱取自該道路（連通西貢區至沙田區之意），正式地址為海映路多個門牌號碼。

## 發展歷史
西沙始於新鴻基地產在1990年代初開始籌備的「西沙路十四鄉項目」，其地盤面積約806.22萬平方呎，擬興建4,630伙的大型項目，可建樓面482.85萬平方呎，2007年時市場估計補地價逾100億港元，預計在2008年內可完成補價。2010年代初，新鴻基開始按批地條款要求，對西沙路一些路段進行擴建、增設單車徑。
到了2017年11月15日，地政總署公佈新鴻基地產西沙路十四鄉項目以158.92億元完成補地價，涉及地盤面積約670.85萬方呎，總樓面高達4,976,574平方呎，每呎補價約3,200元，撇除項目內約18.84萬呎康樂設施用地，每方呎補地價金額為3,319元，項目擬建46幢6層至25層高分層住宅大廈，以及30幢3層高洋房，市場預計可提供約4,730伙。
2019年1月發展商申請將住用總樓面面積增加近2成，由原先24層增至31層，而住宅單位更增加至9,500個，預計最多可達1.5萬人居住。城規會接獲多份反對意見，居民擔心會令西沙路出現逼爆情況，而環保團體擔心會威脅附近生態價值較高的紅樹林。不過規劃署認為項目建築物高度、生態環境、樹木保育計劃和道路改善工程等均符合城規會指定要求，最終獲得批興建。地盤在2019年5月起動工。該些配套工程斥資數十億港元，至2024年已完成約九成。
整個發展項目最終獲命名為「西沙 SAI SHA」，其中運動商業綜合部份名為「西沙GO PARK」，戶外體育及康樂設施則名為「西沙SPORTS PARK」。
2024年新鴻基贊助無綫電視拍攝音樂特輯《戀上西沙》，以宣傳此項目。

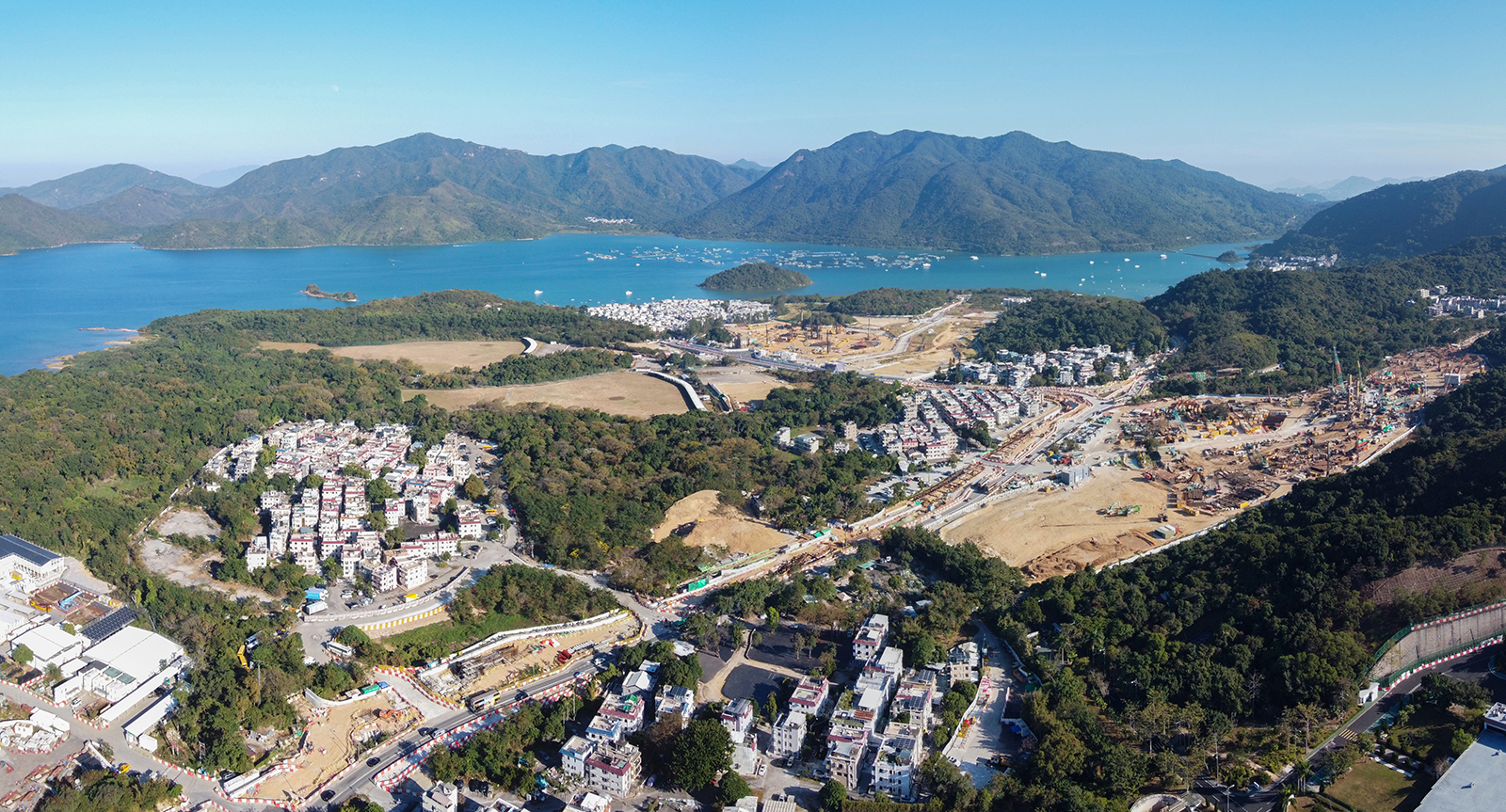
新鴻基「西沙路十四鄉項目」，在2019年起動工

## 西沙GO PARK

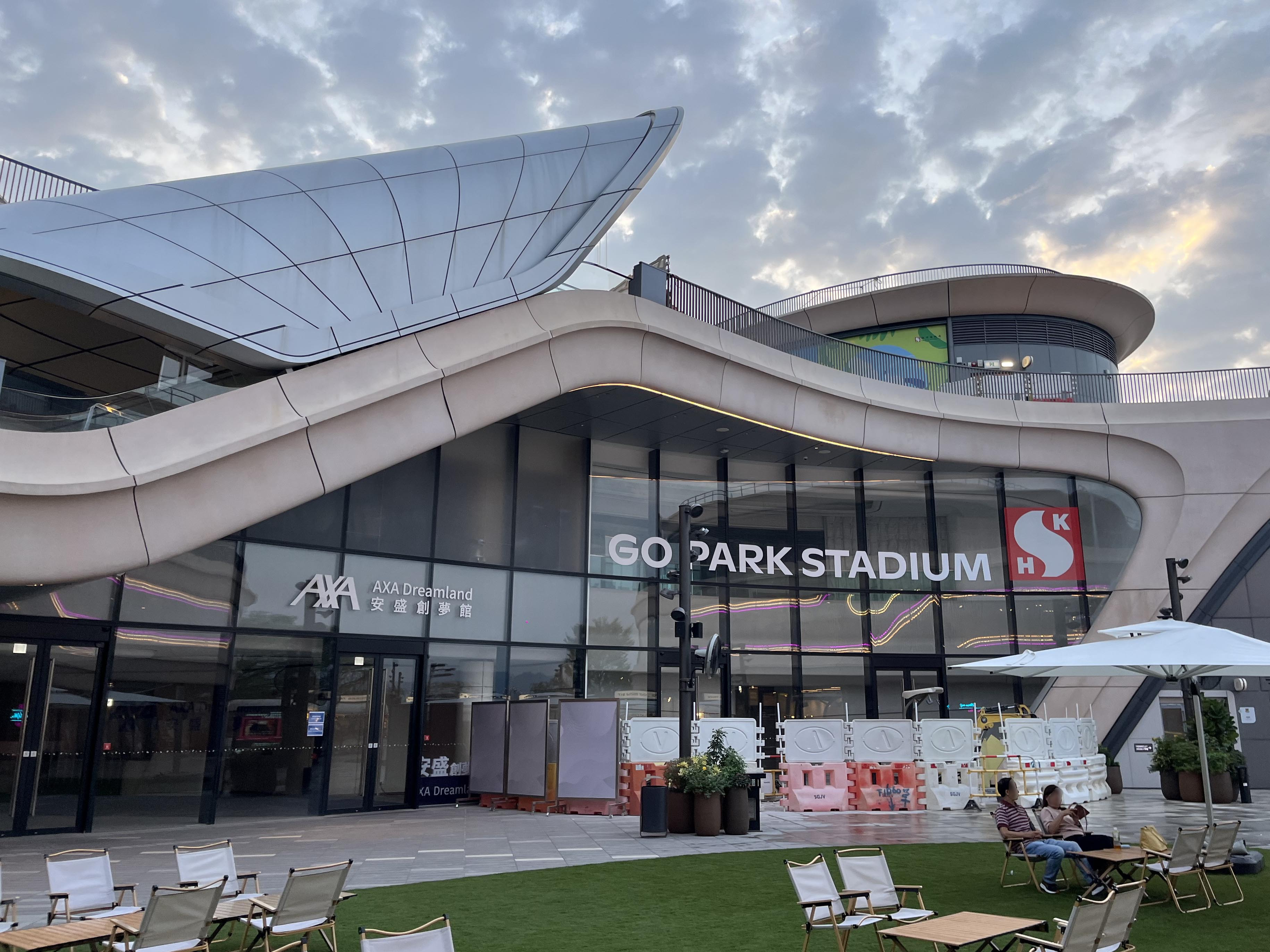
AXA安盛創夢館

西沙GO PARK位於海映路9號，佔地約30萬平方呎，由薩哈·哈帝建築事務所設計，以「景觀紋理」及「高架村莊」為設計理念，設有一個中央廣場，以橋樑連接各種運動、餐飲、娛樂及多功能設施。2024年6月底分階段試行營運。其主要文娛體育設施包括：
- 室內文娛運動場館「AXA安盛創夢館」（AXA Dreamland），佔地24,000平方呎，可容納1,500名觀眾，能舉行室內體育比賽、文化、演唱會及主題展覽等活動。場館由耀榮文化營運。[10][11]
- 25米長室內恆溫泳池[12]
- 室外攀石場，由香港連鎖攀石場品牌「Just Climb」營運，為其首個室外攀石場。[9][12]
- 24小時健身中心「Super Motion」，佔地6,000平方呎。[9][12]
- 香港劍擊學校的分校[9][12]

配套設施包括戶外綠化休憩空間、兒童遊樂場及小型寵物公園，天台設有用於觀景的開放空間「高架公園」。其停車場共有300個車位。

## 西沙SPORTS PARK
西沙SPORTS PARK佔地約100萬平方呎，參考香港體育學院的發展概念。其戶外運動設施種類包括高爾夫球、網球、足球、欖球、五人棒球、三人籃球、軟式曲棍球、板網球、棍網球、匹克球、滾軸溜冰、陸上兩項鐵人、平衡車、單車、公路單車、跑步。其中的高爾夫球練習場有70條球道，2024年落成時是香港唯一所有球道均設有Trackman雷達科技的公眾高爾夫球練習場，另有佔地25,000呎的仿真草短桿練習區；其匹克球場亦屬香港首個。

## 住宅項目
住宅項目分為A、B兩個地盤，合共興建46幢分別樓高16至31層的住宅建築。2024年上半年時，曾有消息指B地盤首批單位將於該年下半年進行預售，預計於2026年分階段落成。及後預售時間推遲至2025年。
B地盤官方名稱為「西沙灣發展項目」（英語：Sai Sha Residences），位於海映路8號。隨著預售樓花同意書於2025年4月獲批，西沙灣發展項目1A（2）期及1B期分別推出市場，並命名為Sierra Sea。

## 交通
為配合此地產項目的房屋發展，運輸署在《2023－2024年度巴士路線計劃》中，建議開辦五條新巴士服務連接西沙，當中兩條提供全日服務，來往馬鞍山市中心及沙田市中心，另外三條擬於星期一至五早晚繁忙時間提供服務，來往荃灣站、九龍灣及尖沙咀東（麼地道），並決定以招標形式挑選合適的巴士公司營辦此線。2023年9月，運輸署宣佈把相關路線專營權批予城巴，卻引來不同媒體及財經專頁注意，認為城巴不諳十四鄉新發展區的運作，又批評城巴於兩個新發展區皇后山及屯門的營運表現並不理想，認為由九巴經營十四鄉新路線對居民更有利。
2024年3月，運輸署再建議新增兩條全新巴士路線，其中一條循環來往大學站及十四鄉，另一條則循環來往白石角及十四鄉：當中前者直接交由九巴營辦，後者則直接交由城巴營辦，以回應「地區訴求」。該兩路線最終編號分別定為287及582，連同往返馬鞍山市中心（獲編號為581）共三條路線同於2024年4月28日率先投入服務。
此外，西沙灣發展項目基座設有巴士總站，並命名為「西沙灣交通交匯處」，並於2025年3月29日隨往返沙田市中心的新路線（編號為580）投入服務而正式啟用。

## 問題
有西沙路官坑村的居民表示，自從發展商在西沙路進行道路工程，以及西沙Go Park項目落成後，每年都會遇上一至兩次水浸。而2025年8月5日的黑色暴雨，導致家內一度水浸及膝，傢俬和電器因此而損壞，估計損失至少6萬元。屋主表示曾致電渠務署尋求協助，但無人接聽。最後發展商派出承建商金門建築的工程人員進行處理和抽走積水。發展商新鴻基地產表示有兩戶受影響，原因是暴雨下有大量樹葉及樹枝塞了渠口，已經派員處理，同時會督促顧問及承建商改善渠道設計。

## 備註
1. ↑  落成之初一些報道將其當作西沙GO PARK的一部分。[10]
2. ↑  見SIERRA SEA官方網站首頁中英文版。

## 外部連結
- 「西沙 GO PARK」官方網站
- 「Sierra Sea」官方網站